# Fibi's Bubble Swirl
Fibi's Bubble Swirl (eerder Bonte Ballonnen) is een luchtballonnencarrousel in het familiepretpark Walibi Holland in Biddinghuizen.
Bonte Ballonnen is in 2000 geopend, als een attractie in Walibi Play Land, het kindergebied van Walibi Holland. Eind 2010 werd de attractie hernoemd naar Fibi's Bubble Swirl. De attractie is gebouwd door SBF Visa.
Afbeeldingen · Lijst van attracties